# Hans Schmidt (Politiker, 1903)
Hans Schmidt (* 10. März 1903 in Malstatt-Burbach, heute Saarbrücken; † 22. April 1948 in Saarbrücken) war ein saarländischer Politiker der CVP und anerkanntes Opfer des Nationalsozialismus. Vom 14. Oktober 1947 bis zu seinem Tode war er Abgeordneter im Landtag des Saarlandes.

## Leben und Beruf
Schmidt wuchs als Sohn eines Schlossers auf. Nach Besuch der Volksschule absolvierte er eine kaufmännische Lehre. Von 1924 bis 1935 war er bei der Regierungskommission des Saargebiets angestellt. Im Vorfeld der Saarabstimmung im Januar 1935 sprach er sich für den Status quo aus. Nachdem dieser abgelehnt wurde, emigrierte er am 14. Februar 1935 ins lothringische Metting, kehrte jedoch schon am 31. Mai desselben Jahres ins Saargebiet zurück und übernahm 1938, bis zur Evakuierung, eine Tätigkeit in einer Buchhandlung in Saarbrücken. Ab Ende 1942 nahm er als Soldat am Zweiten Weltkrieg teil. Nach dem Krieg wurde er zum Generalsekretär beim Öffentlichen Sicherheitsdienst der Militärregierung berufen, dieses Amt übte er bis zur Wahl in den Landtag aus.
Von 1936 bis 1940 gehörte er der Deutschen Arbeitsfront an.
Schmidt war seit dem 1. August 1930 mit der Kinderpflegerin Änne, geborene Pfeifer, verheiratet. Aus der Ehe ging ein Sohn hervor.

## Politik
1945 trat Schmidt, der in seiner Jugend dem Windthorstbund angehörte, in die CVP ein. Er war Stadtverordneter in Saarbrücken. Bei der Landtagswahl 1947 wurde er in den Landtag des Saarlandes gewählt. Diesem gehörte er ein halbes Jahr, bis zu seinem Tode an.